# Sterling Hayden

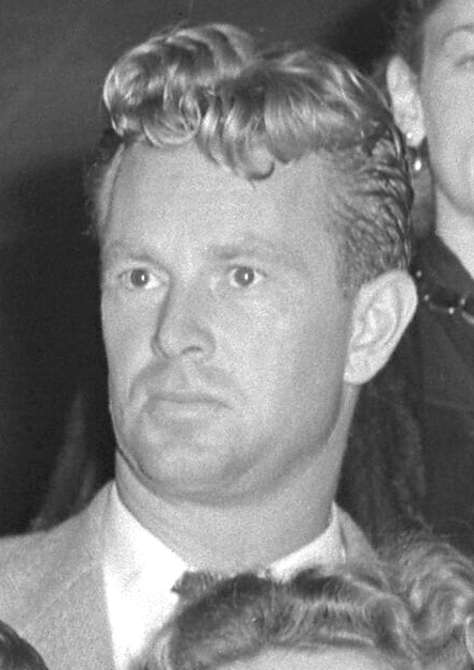
Sterling Hayden (1947)

Sterling Hayden (* 26. März 1916 in Upper Montclair, New Jersey; † 23. Mai 1986 in Sausalito, Kalifornien; eigentlich Sterling Relyea Walter) war ein US-amerikanischer Schauspieler sowie Segelabenteurer und Schriftsteller.

## Leben
Hayden war Sohn holländischer Einwanderer. Er wuchs in Boothbay Harbor an der Küste des US-Bundesstaates Maine auf. Mit 15 Jahren arbeitete er im Sommer auf der Fahrt von Connecticut nach Kalifornien auf einem Schoner. Im Alter von 17 Jahren verließ er sein Elternhaus und ging zur See. Als junger Mann arbeitete er sich schnell nach oben und erhielt mit 19 Jahren sein erstes eigenes Schiffskommando. Bereits im Alter von 20 Jahren wurde er Erster Offizier auf der Yankee von Irving Johnson, mit der er unter dessen Kommando um die Welt segelte. Zwei Jahre später erwarb er sein Kapitänspatent und wurde Besatzungsmitglied und Navigator auf der Gertrude L. Thebaud, auf der er im Winter das Gebiet der berüchtigten Neufundlandbank besegelte. Anschließend führte er die 89 Fuß (27,1 Meter) lange Brigantine Florence C. Robinson nach Tahiti.
Nachdem das Schiff, das ihm zum Teil mit gehörte, in einem Sturm verloren ging, versuchte Hayden sein Glück als Schauspieler und unterzeichnete einen Vertrag mit dem Filmstudio Paramount Pictures. Er erhielt im Jahr 1941 seine ersten beiden Rollen in Virginia und Bahama Passage, durch die der großgewachsene, blonde Mann zum Hollywood-Star wurde. 1941 brach Hayden jedoch seinen Vertrag, durch den er zum Drehen weiterer Filme verpflichtet war, um den Marines beizutreten. Im folgenden Jahr heiratete er die Schauspielerin Madeleine Carroll, mit der er in seinen ersten beiden Filmen zusammengearbeitet hatte.
Am 25. Juni 1943 gewannen Hayden und Carroll ein Gerichtsverfahren in Bridgeport (Connecticut), das es ihnen erlaubte, ihren Namen in „Mr. and Mrs. John Hamilton“ zu ändern, um bei den Marines eine stetige Aufmerksamkeit des öffentlichen Interesses für Hayden zu vermeiden. Im Zweiten Weltkrieg diente er beim US-Geheimdienst OSS in Italien und brachte zeitweilig Waffen durch die deutschen Linien zu den jugoslawischen Partisanen. 1946 ließ er sich von seiner Frau scheiden. Im selben Jahr trat er für sechs Monate der Kommunistischen Partei bei, was ihm Schwierigkeiten mit dem Komitee für unamerikanische Umtriebe von Joseph McCarthy einbrachte. Dort bereute er im April 1951 seine Mitgliedschaft in der Kommunistischen Partei öffentlich und nannte die Namen anderer Kommunisten. Später verachtete er sich für seine Denunziation und entschuldigte sich. Am 25. April 1947 heiratete Hayden seine zweite Frau Betty Ann de Noon.
Anschließend wandte sich Hayden wieder Hollywood zu. Er drehte weiterhin vor allem B-Filme, meist in den Genres Western, Kriegs- oder Kriminalfilm. In den 1950er-Jahren feierte er seine größten Erfolge in Hollywood, als er auch teilweise in A-Produktionen als Hauptdarsteller besetzt wurde. So verkörperte er 1950 in dem Kriminalklassiker Asphalt-Dschungel unter der Regie von John Huston die Rolle eines raubeinigen, aber nicht ganz unsympathischen Verbrechers, der sich an einem aufwendigen Raub beteiligt. Danach spielte er an der Seite von zwei der größten weiblichen Filmstars ihrer Zeit, in The Star (1952) neben Bette Davis und in der Titelrolle von Nicholas Rays Western Johnny Guitar – Wenn Frauen hassen (1954) neben Joan Crawford. Im Jahr 1956 drehte er Die Rechnung ging nicht auf unter der Regie von Stanley Kubrick; in dem Heist-Movie, das einige Parallelen zu Asphalt-Dschungel aufweist, verkörperte Hayden den Kopf einer Verbrecherbande, die eine Pferderennbahn ausrauben möchte.
1953 ließ sich Hayden auch von seiner zweiten Ehefrau scheiden. Bereits ein Jahr später heirateten die beiden jedoch erneut. 1955 trennte sich das Paar wieder. Das Sorgerecht für die vier gemeinsamen Kinder erhielt Sterling Hayden. Der Schauspieler, der vor seiner Ehe vorgehabt hatte, mit seinem 92 Fuß (28 Meter) langen Lotsenschoner (Segelschiff) Gracie S. nach Tahiti zu fahren, das Schiff aber dann wegen seiner Heirat verkauft hatte, erwarb es 1956 zurück und taufte es in Wanderer um. Außerdem versprachen sich Betty Anne und Sterling Hayden zum dritten Mal die Treue; auch dieses Mal folgte die baldige Scheidung  – im August 1958. Im Januar des folgenden Jahres erwirkte Haydens Ex-Frau eine Gerichtsanordnung („court order“), der zufolge Hayden die Kinder nicht aus Kalifornien bringen durfte. Hayden plante daraufhin offiziell eine Segeltour mit der Wanderer von San Francisco nach Südkalifornien. Tatsächlich aber stellte er aus Freunden und über Zeitungsanzeigen eine gut 20 Mann starke Besatzung zusammen und brach im Januar 1959 mit dieser Mannschaft und seinen Kindern nach Tahiti auf. Betty Anne alarmierte daraufhin die US-Küstenwache, weil das Schiff angeblich nicht seetüchtig sei, und brachte über ihre Rechtsanwälte vor Gericht Anklagen von Entführung bis zu Verschwörung und Missachtung des Gerichts („contempt of court“) vor. Die Wanderer, die ohnehin kein Funkgerät an Bord hatte, erreichte jedoch unbehelligt Tahiti. 1960 kehrte Hayden an die Westküste der USA zurück und verkaufte kurz nach seiner Ankunft den Schoner.
Am 9. März 1960 heiratete Hayden seine dritte Frau, Catherine Devine McConnell, mit der er zwei Söhne hatte. Diese Ehe hatte bis zu Haydens Tod Bestand. Bis 1962 schrieb er in Sausalito bei San Francisco auf der ehemaligen Fähre Berkeley seine Biografie mit dem Titel  Wanderer (veröffentlicht 1963); er schloss sie mit den Worten Vale! Wanderer – nach eigenen Angaben war sich Hayden beim Schreiben selbst nicht darüber im Klaren, ob er sich damit von seinem Boot oder von seinem Lebensstil als einem Wanderer verabschiedete. Den Winter 1962/1963 verbrachte er auf Nantucket. 
Die privaten Turbulenzen hatten Haydens Filmkarriere zum Erliegen gebracht, nach 1958 drehte er für sechs Jahre keinen Film und beschränkte sich auf einige Fernsehrollen. Ein Comeback feierte er 1964 mit der Schwarzen Komödie Dr. Seltsam oder: Wie ich lernte, die Bombe zu lieben, seine zweite Zusammenarbeit mit Stanley Kubrick. Er verkörperte hierin die Rolle des fanatischen amerikanischen Brigadegenerals Jack D. Ripper, der einen Atomkrieg mit der Sowjetunion anstoßen möchte und damit alle nachfolgenden Ereignisse im Film auslöst. Mit zunehmendem Alter verkörperte Hayden oft profilierte Charakterrollen als Nebendarsteller, etwa als korrupter Polizist in Der Pate (Regie: Francis Ford Coppola, 1972), als alkoholkranker Schriftsteller in Der Tod kennt keine Wiederkehr (Regie: Robert Altman, 1973) sowie als Vorarbeiter Onkel Leo im Epos 1900 (Regie: Bernardo Bertolucci, 1976).
1969 kaufte Hayden in den Niederlanden eine Kanalschute, die er vier Jahre später nach Paris überführte, um dort zeitweilig auf ihr zu leben. Der Hauptwohnsitz der Familie Hayden lag in Wilton im US-Bundesstaat Connecticut, außerdem besaßen sie eine Zweitwohnung in Sausalito. Im Jahr 1983 drehten Manfred Blank und Wolf-Eckart Bühler über Hayden den Dokumentarfilm Leuchtturm des Chaos. Ein Jahr später adaptierten sie seine Autobiografie Wanderer zu dem Spielfilm Der Havarist.
1986 starb Hayden im Alter von 70 Jahren nach zweijähriger Krankheit an Prostatakrebs. Seine Asche wurde in der Bucht von San Francisco ausgestreut.

## Filmografie
- 1941: Virginia
- 1941: Bahama Passage
- 1947: Blaze of Noon
- 1947: Mädchen für Hollywood (Variety Girl) (Cameo)
- 1949: El Paso, die Stadt der Rechtlosen (El Paso)
- 1949: Vom FBI gejagt (Manhandled)
- 1950: Asphalt-Dschungel (The Asphalt Jungle)
- 1951: Journey Into Light
- 1952: Die roten Teufel von Arizona (Flaming Feather)
- 1952: Terror am Rio Grande (Denver and Rio Grande)
- 1952: Das Tor zur Hölle (Hellgate)
- 1952: Lady Rotkopf (The Golden Hawk)
- 1952: Sturmgeschwader Komet (Flat Top)
- 1952: The Star
- 1953: Kansas Pazifik (Kansas Pacific)
- 1953: Eine abenteuerliche Frau (Take Me to Town)
- 1953: Von der Polizei gehetzt (Crime Wave)
- 1953: The Philip Morris Playhouse (Fernsehserie, Folge 1x05)
- 1953: Ein Herz aus Gold (So Big)
- 1953: Fighter Attack
- 1954: Prinz Eisenherz (Prince Valiant)
- 1954: Pfeile in der Dämmerung (Arrow In the Dust)
- 1954: Johnny Guitar – Wenn Frauen hassen (Johnny Guitar)
- 1954: Schwaches Alibi (Naked Alibi)
- 1954: Der Attentäter (Suddenly)
- 1954/1958: Schlitz Playhouse of Stars (Fernsehserie, 2 Folgen)
- 1955: SOS! Flieger nach vorn! (Battle Taxi)
- 1955: Der Rächer vom Silbersee (Timberjack)
- 1955: Unternehmen Pelikan (The Eternal Sea)
- 1955: Ritt in die Hölle (Shotgun)
- 1955: Die Barrikaden von San Antone (The Last Command)
- 1955: Unbesiegt (Top Gun)
- 1956: Am Strand der Sünde (The Come On)
- 1956: Die Rechnung ging nicht auf (The Killing)
- 1956: Celebrity Playhouse (Fernsehserie, Folge 1x39)
- 1956: Abwehr greift ein (5 Steps to Danger)
- 1956: Das war Mord, Mr. Doyle (Crime of Passion)
- 1957: Abenteuer im wilden Westen (Zane Grey Theater, Fernsehserie, Folge 1x20)
- 1957: The Iron Sheriff
- 1957: Der Sadist (Valerie)
- 1957: Wagon Train (Fernsehserie, Folge 1x05)
- 1957: Dem Henker ausgeliefert (Gun Battle at Monterey)
- 1957: 714 antwortet nicht (Zero Hour!)
- 1957: General Electric Theater (Fernsehserie, Folge 6x08)
- 1957–1958: Playhouse 90 (Fernsehserie, 4 Folgen)
- 1958: Sturm über Texas (Terror in a Texas Town)
- 1958: Zehn Tage nach Tulara (Ten Days to Tulara)
- 1958: Goodyear Theatre (Fernsehserie, Folge 2x05)
- 1960: The DuPont Show of the Month (DuPont Show of the Month, Fernsehserie, Folge 3x06)
- 1964: Dr. Seltsam oder: Wie ich lernte, die Bombe zu lieben (Dr. Strangelove)
- 1964: A Carol for Another Christmas (Fernsehfilm)
- 1969: Der Killer und die Dirne (Hard Contract)
- 1969: Ternos Caçadores
- 1970: Loving
- 1971: Kommando Cobra (Le saut de l'ange)
- 1972: Der Pate (The Godfather)
- 1972: Le grand départ
- 1973: Der Tod kennt keine Wiederkehr (The Long Goodbye)
- 1973: The Starlost (Fernsehserie, Folge 1x01)
- 1973: Verrückt und gefährlich (The Final Programme)
- 1974: Banacek (Fernsehserie, Folge 2x07)
- 1975: Deadly Strangers
- 1975: Zwiebel-Jack räumt auf (Cipolla Colt)
- 1975: Is It Any Wonder?
- 1976: 1900 (Novecento)
- 1978: König der Zigeuner (King of the Gypsies)
- 1979: Philadelphia Clan (Winter Kills)
- 1979: Verrat in Belfast (The Outsider)
- 1980: Warum eigentlich … bringen wir den Chef nicht um? (9 to 5)
- 1981: Gas
- 1981: Die schwarze Mamba (Venom)
- 1982: Die Blauen und die Grauen (The Blue and the Gray) (TV-Miniserie)